# Clermont (Adelsgeschlecht)

Wappen der Grafen von Clermont-en-Beauvaisis

Clermont ist eine Familie des französischen Adels vom 11. bis zum 16. Jahrhundert, für die die Stadt Clermont-en-Beauvaisis namengebend war. 

## Geschichte
Als Grafen von Clermont und bzw. einfach „de Clermont“ spielten sie in der französischen Politik ab dem 12. Jahrhundert eine bedeutende Rolle.
Die Grafschaft Clermont wurde 1218 an die französische Krone verkauft, seitdem führten die Angehörigen der Familie nur noch den Namen „de Clermont“. Die ältere Linie der Familie nahm im 14. Jahrhundert den Namen „de Nesle“ an; sie – und mit ihr die gesamte Familie Clermont/Nesle – starb 1530 aus.
Die wichtigsten Angehörigen der Familie waren:
- Raoul I. de Clermont, X 1191 bei der Belagerung von Akkon, Connétable von Frankreich
- Simon II. de Clermont, † 1286, 1270/71 Regent von Frankreich, der Erbauer des Hôtel de Nesle
- Raoul II. de Clermont, X 1302 in der Sporenschlacht, Connétable von Frankreich
- Guy I. de Clermont (Guy de Nesle), X 1302 in der Sporenschlacht, Marschall von Frankreich
- Jean de Clermont, X 1356 in der Schlacht von Maupertuis, Marschall von Frankreich
- Guy II. de Nesle, X 1352, Marschall von Frankreich
- Guillaume de Nesle, X 1356 in der Schlacht von Maupertuis, Marschall von Frankreich
- Guy III. de Nesle, X 1415 in der Schlacht von Azincourt, Marschall von Frankreich

Das Haus Clermont(en-Beauvasisis) ist zu unterscheiden vom burgundischen Haus Clermont-Tonnerre. Des Weiteren ist das Haus Clermont trotz des Familiennamens „de Nesle“ vom Haus Nesle abzugrenzen.

## Stammliste (Auszug)

### Bis Raoul I. de Clermont
1. Renaud, † vor 1047
  1. Hugues, vor 1047–1060 „pincerna regis“ (königlicher Mundschenk)
    1. Gautier, Ritter 1062
      1. Galéran, 1085 „Blanchard Silvanectensis“ (de Senlis) genannt, 1061/72, 1075/86 und 1104/06 Grand Chambellan de France
        1. Guy Silvanectensis (de Senlis), 1106 bezeugt, 1121 Grand Chambellan de France
        2. Guillaume, Chambellan de France ; ⚭ Adèle, Tochter von Ivo III. Graf von Beaumont-sur-Oise (Haus Beaumont-sur-Oise)

    2. Renaud (Rainald I.), 1048/98 bezeugt, Grand Chambellan de France
      1.  ? Hugues (Hugo I.) de Clermont, Seigneur de Mouchy, 1067 Seigneur de Creil
        1. Renaud (Rainald II.), 1101–1103 Comte de Clermont-en-Beauvaisis, † vor 1162 ; ⚭ I 1103 Adelaide Comtesse de Vermandois et de Valois, † 1120/24, Tochter von Graf Heribert IV. (Karolinger), Witwe von Hugo von Vermandois (Kapetinger); ⚭ II Klementia von Bar, † nach 1183, Tochter von Rainald I., Graf von Bar (Haus Scarponnois)
          1. (I) Marguerite; ⚭ I Karl der Gute, Graf von Flandern, † 1127 (Haus Estridsson); ⚭ II Hugues III. Candavène, Graf von Saint-Pol, (Haus Candavene); ⚭ III Baudouin d‘Encre
          2. (I) Raoul I. le Roux (Rudolf I.), X 1191 bei der Belagerung von Akkon, 1157 Graf von Clermont, 1164 Connétable von Frankreich
            1. Catherine, † 1212/13, 1192 Gräfin von Clermont; ⚭ Ludwig, Graf von Blois, † 1205 (Haus Blois)

          3. Simon I. de Clermont, † nach 1239, Seigneur d’Ailly-sur-Noye
            1. Raoul I. de Clermont, Seigneur d’Ailly – Nachkommen siehe unten

          4. Mahaut (Mabile) ; ⚭ Aubry II. Graf von Dammartin, † 1200 (Haus Mello)

        2. Ermentrude; ⚭ 1093 Hugh d’Avranches, 1. Earl of Chester, † 1101 (Haus Conteville)
        3. Adeline; ⚭ Gilbert de Clare, † 1117, Lord of Clare and Tonbridge, 1110 Lord of Cardigan (Wales);
        4. Beatrix, Dame de ½ Luzarches; ⚭ Mathieu I., Graf von Beaumont-sur-Oise, Chambrier de France, † 1155 (Haus Beaumont-sur-Oise)

### Von Raoul I. de Clermont bis Guy I. de Clermont
1. Raoul I. de Clermont, Seigneur d’Ailly – Vorfahren siehe oben
  1. Simon II. de Clermont, † 1286, 1236 Seigneur d‘Ailly, 1241 Seigneur de Nesle, 1270/71 Regent von Frankreich; ⚭ Adèle de Montfort, † 1279, Tochter von Amaury VII., Graf von Montfort-l'Amaury, Connétable von Frankreich (Haus Montfort-l’Amaury)
    1. Raoul II. de Clermont, X 1302 in der Sporenschlacht, Seigneur de Nesle, Vizegraf von Châteaudun, Chambellan de France, 1268 Connétable von Frankreich; ⚭ I Jolande de Dreux, Vicomtesse de Châteaudun, † vor 1293, Tochter von Robert I., Seigneur de Beu (Haus Frankreich-Dreux); ⚭ II 1296 Isabella von Hennegau, † 1305, Tochter von Johann II., Graf von Holland und Hennegau (Haus Avesnes)
      1. Alix, † 1330, Vicomtesse de Châteaudun; ⚭ Wilhelm IV. Ohne Land, Herr von Dendermonde und Crèvecœur (Haus Dampierre);
      2. Beatrice genannt Jeanne, † vor 1320; ⚭ Aymer de Valence, 2. Earl of Pembroke, Vizekönig von England, † 1324 (Haus Lusignan)

    2. Simon, † 1302, 1297/1391 Bischof von Noyon, 1301/12 Bischof von Beauvais, Pair von Frankreich
    3. Guy I. de Clermont (Guy de Nesle), X 1302 in der Sporenschlacht, Marschall von Frankreich – Nachkommen siehe unten
    4. Philippa, † zwischen 20. Januar 1288 und 22. September 1295; ⚭ Ehevertrag Februar 1270 Robert VI. Bertrand, † vor 10. Mai 1308 (Haus Bastembourg)

  2. Raoul II. de Clermont, † kurz vor 1243, Seigneur de Tartigny
    1. Jean, † vor 1260, Seigneur de Tartigny
      1. Raoul IV., † 1321, Seigneur de Tartigny
        1. Jean de Clermont, X 1356 in der Schlacht von Maupertuis, Marschall von Frankreich
          1. Jean II. de Clermont, † 1400, Vicomte d‘Aunay; ⚭ Eleonore de Périgord, † nach 1403, Tochter von Graf Archambaud IV. (Haus Taillefer)
            1. Louise de Clermont; ⚭ 25. Mai 1403 François de Montberon († kurz nach 1470), Sire et Baron de Montberon, de Maulévrier, d’Avoir etc., Sohn von Jacques de Montberon und Marie de Maulévrier

### Ab Guy I. de Clermont
1. Guy I. de Clermont (Guy de Nesle), X 1302 in der Sporenschlacht, Marschall von Frankreich – Vorfahren siehe oben
  1. Jean I. de Nesle, † 1352, Seigneur d‘Offemont, de Mello etc.
    1. Guy II. de Nesle, X 1352, Marschall von Frankreich; ⚭ I Jeanne de Bruyères; ⚭ II Isabeau de Thouars, Gräfin von Dreux und Benon, Vizegräfin von Thouars (Haus Thouars)
      1. Jean II. de Nesle, Seigneur d’Offémont, de Mello etc.
        1. Guy III. de Nesle, X 1415 in der Schlacht von Azincourt, Marschall von Frankreich
          1. Guy IV. de Nesle, † 1473; ⚭ Johanna von Saluzzo, † 1458, Tochter von Thomas III., Markgraf von Saluzzo (Aleramiden)
            1. Jean IV. de Nesle, † nach 1475, Seigneur d’Offémont, de Mello etc. ; ⚭ Jacqueline de Croy, † 1469, Tochter von Jean II. de Croÿ, Graf von Chimay, Ritter des Ordens vom Goldenen Vlies
              1. Louise, † 1530, Dame d’Offémont, de Mello, d’Encre et de Bray-sur-Somme ; ⚭ Johann von Brügge, † 1509, Seneschall von Anjou (Sohn von Ludwig von Brügge und Bruder von Johann von Brügge, † 1512)

    2. Guillaume de Nesle, X 1356 in der Schlacht von Maupertuis, Marschall von Frankreich; ⚭ Alips de Wavrin, † 1390/96, Tochter von Robert de Wavrin, Marschall von Frankreich
      1. Robert de Nesle, † 1377/79, Seigneur de Saint-Venant; ⚭ Ide de Dormans, † 1379, Tochter von Guillaume de Dormans, Kanzler von Frankreich
      2. Guillaume de Nesle, † 1407/10, 1395 Châtelain de Douai
        1. Jeanne de Nesle, Dame de Saint-Venant et du Sauchoy